# کارلو کوسکلو
کارلو کوسکلو (انگلیسی: Kaarlo Koskelo؛ ۱۲ آوریل ۱۸۸۸ – ۲۱ دسامبر ۱۹۵۳) کشتی‌گیر فرنگی اهل فنلاند بود.
وی در مسابقات کشوری و بین‌المللی در مجموع برندهٔ ۱ مدال طلا شده‌است.